# 계룡로

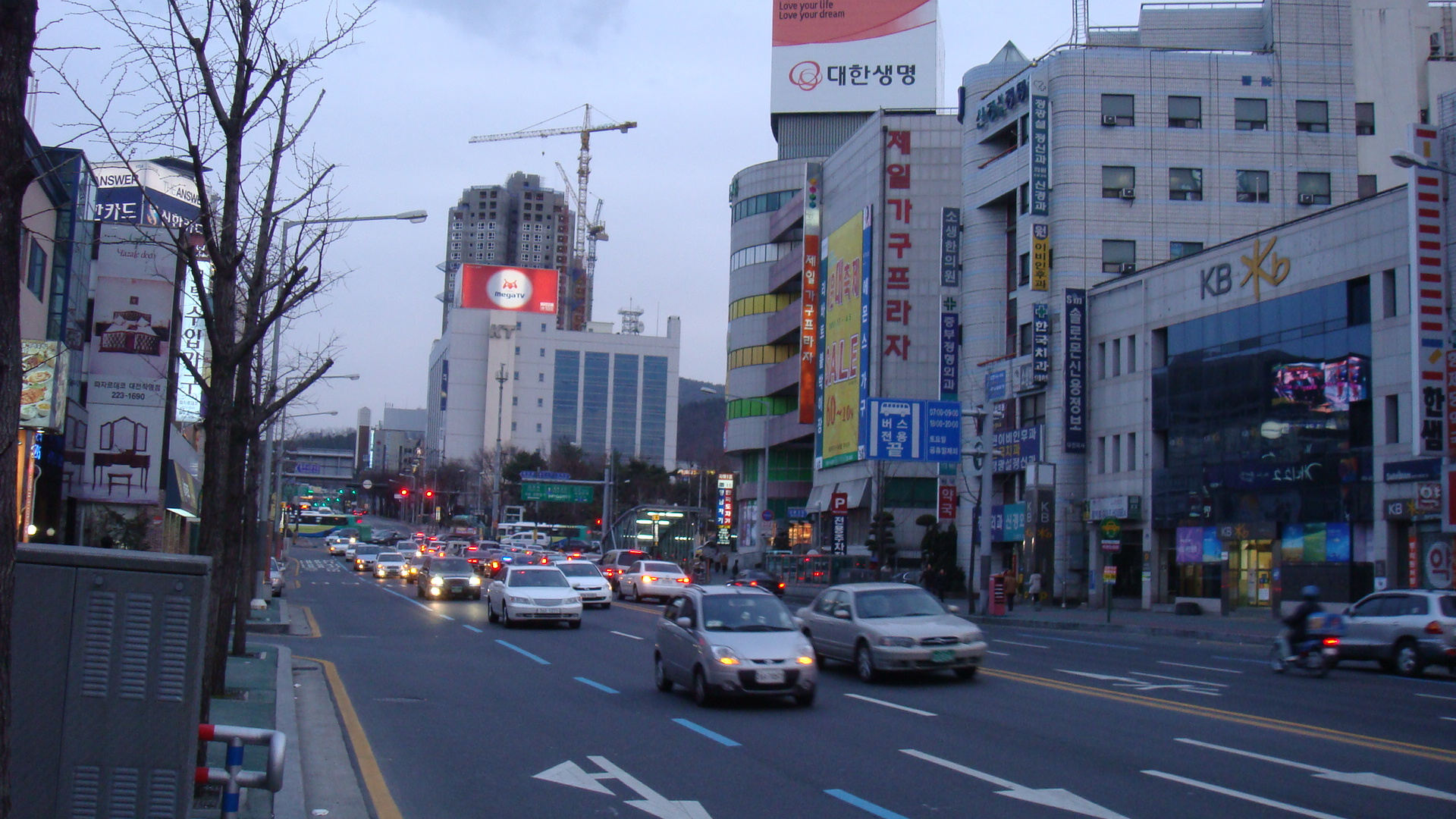
서대전네거리에서 오룡역네거리 사이의 모습

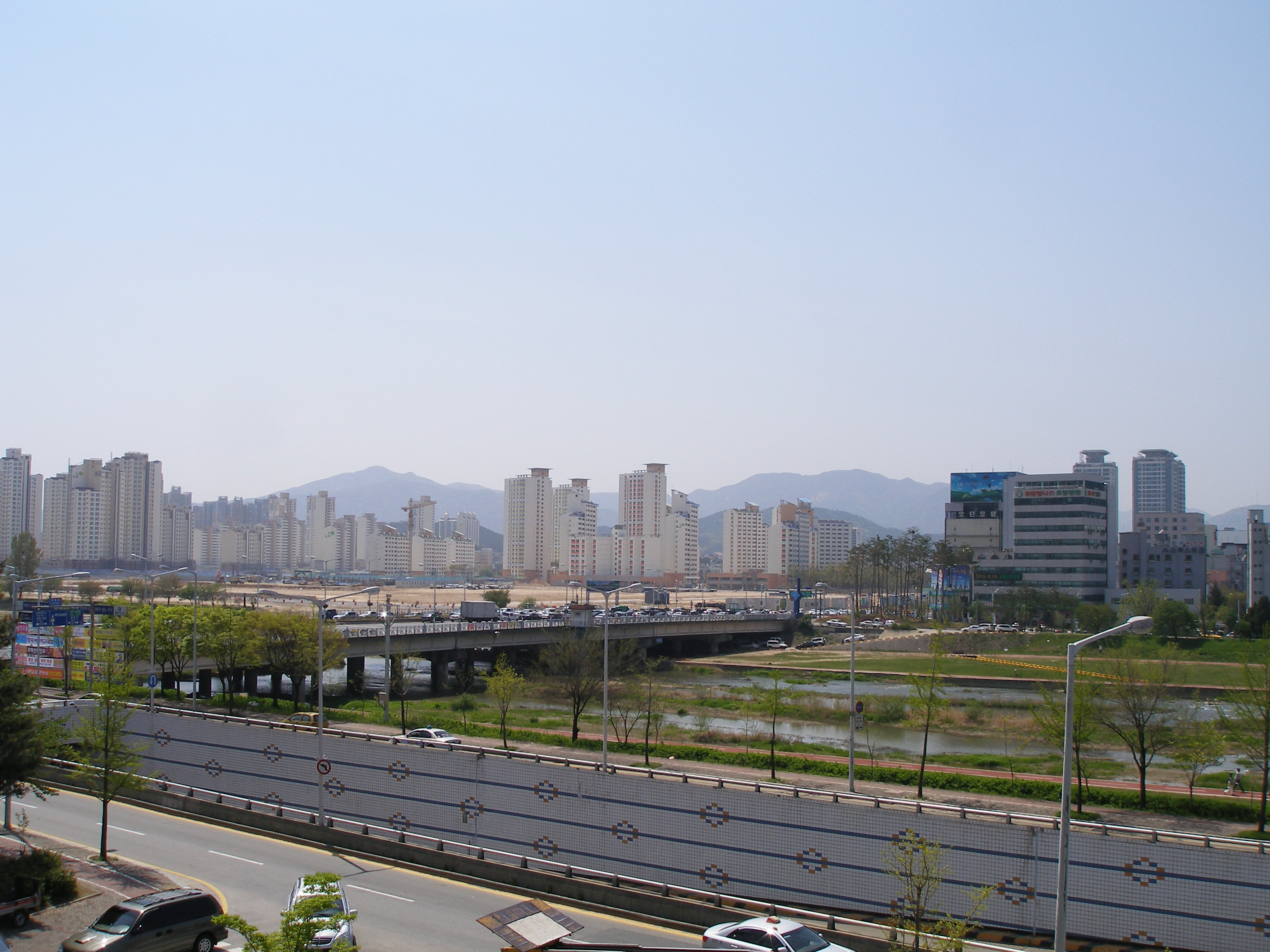
계룡로가 갑천을 건너는 만년교

계룡로(鷄龍路, Gyeryong-ro)는 대전광역시 유성구 구암동 구암역삼거리와 중구 대사동 충대병원네거리를 잇는 대전광역시의 도로이다. 예전엔 도로 이름대로 대전에서 계룡산까지 이르는 길이었지만, 구암역삼거리부터 대전시계까지의 길은 유성대로와 현충원로로 분리되었다.

## 주요 경유지
대전광역시
- 유성구 (구암동 · 봉명동) - 서구 (월평동 · 갈마동 · 둔산동 · 탄방동 · 괴정동 · 용문동) - 중구 (태평동 · 용두동 · 오류동 · 문화동 · 대사동)

## 노선
| 이름                        | 접속 노선                                        | 소재지     | 소재지            | 비고               |
| --------------------------- | ------------------------------------------------ | ---------- | ----------------- | ------------------ |
| 구암역삼거리                | 국도 제32호선 국가지원지방도 제32호선 (유성대로) | 대전광역시 | 유성구            | 국도 제32호선 구간 |
| 봉명네거리                  | 장대로 계룡로52번길                              | 대전광역시 | 유성구            | 국도 제32호선 구간 |
| 유성네거리 (유성온천역)     | 도안대로                                         | 대전광역시 | 유성구            | 국도 제32호선 구간 |
| 용반네거리                  | 도안동로 온천동로                                | 대전광역시 | 유성구            | 국도 제32호선 구간 |
| 만년교                      |                                                  | 대전광역시 | 유성구            | 국도 제32호선 구간 |
| 서구                        |                                                  | 대전광역시 |                   | 국도 제32호선 구간 |
| 만년교네거리                | 갑천도시고속도로                                 | 대전광역시 |                   | 국도 제32호선 구간 |
| 계룡지하차도                | 월드컵대로 월드컵대로484번길                     | 대전광역시 |                   | 국도 제32호선 구간 |
| 월평삼거리                  | 월평서로 계룡로264번길                           | 대전광역시 |                   | 국도 제32호선 구간 |
| 갈마네거리                  | 신갈마로                                         | 대전광역시 |                   | 국도 제32호선 구간 |
| 갈마삼거리                  | 대전광역시도 제15호선 (갈마로)                   | 대전광역시 |                   | 국도 제32호선 구간 |
| 큰마을네거리 (갈마지하차도) | 국가지원지방도 제57호선 (대덕대로)               | 대전광역시 |                   | 국도 제32호선 구간 |
| 숭어리샘네거리              | 문정로 계룡로500번길                             | 대전광역시 |                   | 국도 제32호선 구간 |
| 탄방지하차도                | 계룡로553번길 문정로48번길                       | 대전광역시 |                   | 국도 제32호선 구간 |
| 탄방네거리                  | 도솔로                                           | 대전광역시 |                   | 국도 제32호선 구간 |
| 용문역네거리                | 대전광역시도 제35호선 (도산로)                   | 대전광역시 |                   | 국도 제32호선 구간 |
| 수침교네거리                | 유등로                                           | 대전광역시 |                   | 국도 제32호선 구간 |
| 수침교                      |                                                  | 대전광역시 |                   | 국도 제32호선 구간 |
| 중구                        |                                                  | 대전광역시 |                   | 국도 제32호선 구간 |
| 수침교 남단                 | 대전광역시도 제14호선 (태평로)                   | 대전광역시 |                   | 국도 제32호선 구간 |
| 계룡육교                    |                                                  | 대전광역시 |                   | 국도 제32호선 구간 |
| 용두네거리 (계룡육교)       | 오류로 어덕마을로                                | 대전광역시 |                   | 국도 제32호선 구간 |
| 오룡역네거리                | 대전광역시도 제40호선 (동서대로)                 | 대전광역시 |                   | 국도 제32호선 구간 |
| 서대전초교삼거리            | 대전광역시도 제7호선 (선화로)                    | 대전광역시 |                   | 국도 제32호선 구간 |
| 서대전네거리                | 국도 제4호선 (계백로) 중앙로                     | 대전광역시 |                   | 국도 제32호선 구간 |
| 서대전네거리                | 국도 제4호선 (계백로) 중앙로                     | 대전광역시 | 국도 제4호선 구간 |                    |
| 충대병원네거리              | 충무로 문화로                                    | 대전광역시 |                   |                    |

## 주요 건물 및 시설
- 유성자이 아파트 (대전광역시 유성구 계룡로 55)
- 대전봉명동우체국 (대전광역시 유성구 계룡로 61)
- 유성온천역 (대전광역시 유성구 계룡로 지하97)
- 대전본병원 (대전광역시 유성구 계룡로 114)
- 코젤병원 (대전광역시 유성구 계룡로 150)
- 대전일보 (대전광역시 서구 계룡로 314)
- 롯데백화점 대전점 (대전광역시 서구 계룡로 598)
- 한국건강관리협회 대전충남지부 (대전광역시 서구 계룡로 611)
- 용문역 (대전광역시 서구 계룡로 지하644)
- 주한대전프랑스문화원 (대전광역시 서구 계룡로 650)
- 대전용문동우체국 (대전광역시 서구 계룡로 669)
- 용문치안센터 (대전광역시 서구 계룡로 673)
- LG유플러스 대전지사 (대전광역시 중구 계룡로 770)
- 사학연금회관 (대전광역시 중구 계룡로 786)
- 오룡역 (대전광역시 중구 계룡로 지하793)
- 중도일보 (대전광역시 중구 계룡로 832)
- 서대전네거리역 (대전광역시 중구 계룡로 지하889)
- KT문화빌딩 (대전광역시 중구 계룡로 910)
- 서대전우체국 (대전광역시 중구 계룡로 914)